# Muminpappan
Muminpappan är en litterär figur i Tove Janssons berättelser om Mumintrollen, introducerad 1945 i boken Småtrollen och den stora översvämningen.
Muminpappan är gift med Muminmamman och far till Mumintrollet. Utmärkande drag är hans svarta cylinderhatt och käpp. I sin ungdom var han väldigt äventyrlig av sig, något som ofta fortfarande lyser igenom även sedan han stadgat sig som familjefar. Muminpappans stormiga ungdom skildras i boken Muminpappans memoarer. Standardrepliken är "Vid min svans", som har ungefär samma betydelse som "Herregud".

## Uppväxt och ungdom
Den numera självupptagne Muminpappan drömmer sig ofta tillbaka till sina djärva bravader i sin ungdom, trots att uppväxten till en början upplevdes hård. Hans memoarer inleds med att han upphittades av Hemulens moster i en korg utanför ett barnhem, där han sedan uppfostrades. Muminpappan och den stränga hemulen kunde dock inte enas eller förstå varandras syn på livet, vilket ledde till att Muminpappan en natt rymde från barnhemmet. Han kom sedan att träffa uppfinnaren Fredrikson och hans vänner Joxaren och Rådd-djuret, och tillsammans inledde de ett spänningsfyllt äventyr.

## Röster i film och TV
| År      | Film / serie                 | Röst                                           |
| ------- | ---------------------------- | ---------------------------------------------- |
| 1969    | Mumintrollet                 | Nils Brandt                                    |
| 1973    | Jul i Mumindalen             | Jan Erik Lindqvist                             |
| 1990–91 | I Mumindalen                 | Matti Ruohola (finsk) / Johan Simberg (svensk) |
| 1992    | Kometen kommer               | Matti Ruohola (finsk) / Johan Simberg (svensk) |
| 2010    | Mumintrollet och kometjakten | Tapani Perttu (finsk) / Frank Skog (svensk)    |